# Kiep
Kiep – od prasłowiańskiego *kъpъ, etymologicznie powiązane z tocharskim kwīpe (wstyd), staropolskie słowo znane z literatury XV-wiecznej (podobnie stare słowo czeskie i ruskie), oznaczające pierwotnie srom, odpowiednik łacińskiego cunnus (1447, 1525), a w przenośni także kobietę, a później, XVI–XVII w., także mężczyznę zniewieściałego lub zachowującego się nie po męsku (np. niehonorowo lub nierozumnie), z którego wzięło się później kolejne znaczenie na określenie człowieka głupiego, które przetrwało do naszych czasów.
Od tego wyrazu pochodzi przymiotnik kiepski i czasownik kpić.

W tym znaczeniu użył tego wyrazu Jan Andrzej Morsztyn we fraszce „Nadgrobek kusiowi”:
Kuś umarł, kpy w sieroctwie (...)
Z wieloznaczności pojęcia korzystali m.in. we fraszkach: Wespazjan Kochowski (np. gdzie kiep powozi, a w chomącie mądy – gdzie żona furmanem, a mąż koniem), oraz Wacław Potocki (np. między kolany u niewiasty kiep – o mężczyźnie zdominowanym przez kobietę, jak koń prowadzony kolanami jeźdźca).
Za czasów panowania Jana Kazimierza opozycyjna część szlachty wobec tego monarchy mówiła o nim kiep. Przed oskarżeniami o nielojalność broniono się, tłumacząc, że jest to skrót oznaczający „Król Jan Europy Pan”.
W dzisiejszej polszczyźnie kiep funkcjonuje jako archaiczne określenie na osobę głupią, a w szczególności łatwą do oszukania (odmiana kiep, kpa, kpy). W mianowniku lp. jest homonimem nowszego kiep „niedopałek papierosa” (odmiana kiep, kiepa, kiepy), z niemieckiego Kippe.